# Hlaing

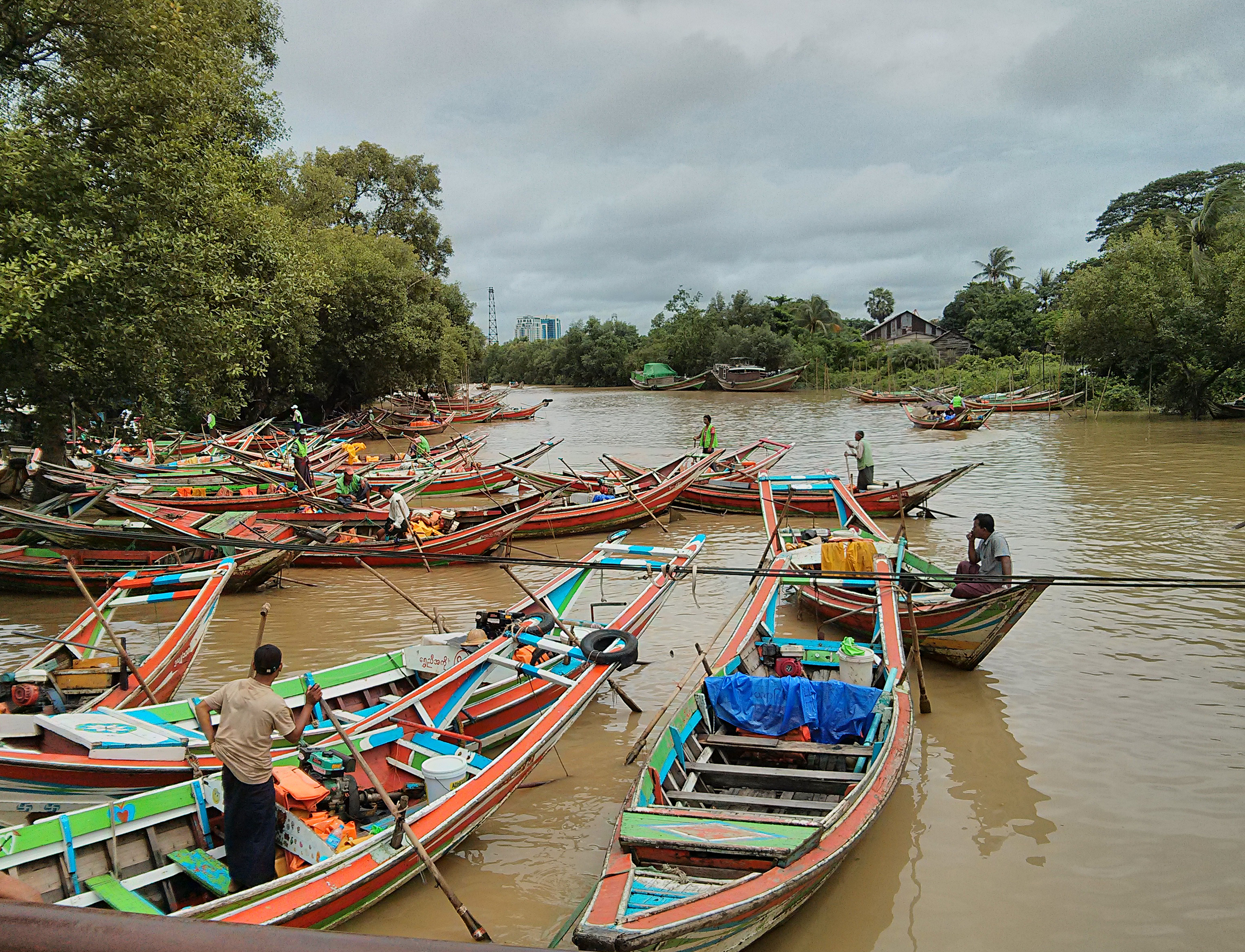
Riu Yangon

El riu Hlaing, anomenat també a la part baixa com a Rangoon o Yangon, és un riu de Myanmar. A la seva riba esquerra, té la ciutat de Yangon, antiga Rangoon, que fou capital de Birmània fins al 2005.
Neix amb el nom de Myit-ma-ka en unes maresmes properes a Prome, a l'est d'aquesta ciutat i a 240 km al nord-oest de Yangon. Entra al llac In-ma amb el nom de riu Zay, però reprèn el nom de Myit-ma-ka (Myitmaka), i continua cap al sud, passant prop d'Hinthada, corrent paral·lel a l'Irawadi, del qual queda separat per una línia de turons, i s'acosta a Yangon, on agafa aquest nom. En aquesta darrera part rep nombrosos rius menors. És navegable fins a San-ywe, on rep el riu Thun-ze per l'est, i per petits bots fins a In-ma, però ja en aquest tram final comencen els bancs d'arena que el fan progressivament més impracticable. La profunditat no baixa del metre.
Als 17° 15′ N, el deixa una branca anomenada Baw-lay, que després el troba altra vegada però amb el nom de Kukko prop dels 17° 00′ N, a partir d'on s'eixampla considerablement; a partir de la unió amb el Baw-lay, el corrent l'empeny cap a fora del llit i el seu curs queda dividit (per dues illes) en tres canals, dels quals l'oriental és el més fondo i l'usat pels petits vaixells de comerç; just abans de Rangoon (Yangon), se li uneix el Pan-hliang per l'oest; rodeja la ciutat per l'est rebent el Pegu i el Pu-zun-daung, i gira cap al nord per acabar desaiguant al golf de Martaban a la mar d'Andaman, a 16° 28′ N, 96° 20′ E / 16.467°N,96.333°E, en una boca d'uns cinc quilòmetres entre Elephant Point i Eastern Grove lighthouse. Aquesta entrada és de terra baixa i coberta de manglars. Des de la desembocadura fins a la capital del país, pot ser navegat per vaixells grans; després de la unió del Pegu i el Pu-zun-daung, un banc anomenat Hastings impedix el pas a vaixells de més de 500 tones. La plana del Hlaing forma una àmplia zona de més de 3.000 km², abans pantanosa i modernament ben conreada. Està connectat al delta de l'Irawadi pel canal Twante, construït entre 1881 i 1883.